# Moselle Open 2021
Moselle Open 2021 — тенісний турнір, що проходив на кортах з твердим покриттям у місті Мец, Франція з 20 до 26 вересня. Належав до категорії ATP 250.

## Фінальна частина

### Одиночний розряд
Губерт Гуркач —  Пабло Карреньо Буста 7–6(7–2), 6–3

### Парний розряд
Губерт Гуркач /  Ян Зелінський —  Юго Нис /  Артур Рендеркнек 7–5, 6–3